# Euro Truck Simulator
Euro Truck Simulator is een waarheidsgetrouw simulatiespel van SCS Software. Het spel simuleert vrachtwagens, Europese steden en trajecten tussen deze steden. Tijdens het rijden moet er rekening gehouden worden met de brandstoftank, rustpauzes, schade, snelheids- en andere overtredingen.

## Systeemeisen
Minimale systeemeisen:
- Windows XP of Windows vista
- MAC OS X Lion (in de app store)
- MAC OS X (in de app store)

- Processor 2,4 GHz Intel Pentium 4 of gelijkwaardig
- 512 MB RAM (1 GB op Windows Vista)
- 128 MB video kaart: GeForce 4 (geen MX!) of beter, ATI Radeon 8500 of beter
- DirectX 9 congruente geluidskaart
- DirectX 9.0
- 600 MB vrije hardeschijfruimte

Aanbevolen systeemeisen:
- Processor 3,0 GHz Intel Pentium 4 of gelijkwaardig
- 1 GB RAM (2 GB op Windows Vista)
- 256 MB video kaart: GeForce 6 of beter, ATI Radeon 9800 of beter

## Spelonderdelen

### Landen
De volgende landen komen in het spel voor:
- België
- Denemarken
- Duitsland
- Frankrijk
- Italië
- Nederland
- Oostenrijk
- Polen
- Tsjechië
- Zwitserland
- Engeland
- Spanje
- Portugal

### Steden
- België: Brussel
- Duitsland: Berlijn, Frankfurt en München
- Frankrijk: Haven van Calais, Lyon, Parijs en Bourdeaux
- Italië: Milaan, Rome
- Nederland: Amsterdam
- Oostenrijk: Wenen
- Polen: Warschau
- Tsjechië: Praag
- Zwitserland: Bern
- Spanje: Barcelona en Madrid
- Portugal: Lissabon
- Engeland: Newcastle, London en Manchester

### Trucks
In Euro Truck komen de volgende trucks voor:
- Valiant A Class (Volvo FH Series)
- Valiant B Class
- Valiant C Class
- Swift A Class (Scania R-class series)
- Swift B Class
- Swift C Class
- Majestic A Class (Mercedes-Benz Actros series)
- Majestic B Class
- Majestic C Class
- Runner A Class (Renault Magnum series)
- Runner B Class
- Runner C Class

Ook andere trucks zijn op diverse sites te downloaden.

## Gold Edition
Er is een Gold Edition van Euro Truck Simulator. De Gold Edition is vrijwel hetzelfde als zijn voorganger, alleen hierbij zitten meer Oost-Europese steden